# Električna lokomotiva
Električna lokomotiva je vrsta vučnog željezničkog vozila. Ova vrsta lokomotiva za svoj pogon koristi vučne elektromotore koji se napajaju preko kontaktne mreže preko pantografa (oduzimača električne struje). 
Električna energija se iz elektrana preko visokonaponske mreže dovodi do elektrovučnih podstanica gdje se transformira u napon za napajanje kontaktne mreže, iz kontaktne mreže pomoću pantografa (oduzimača struje) dovodi se do lokomotive (i dalje do pogonskih elektromotora) a strujni krug se zatvara preko kotača i tračnica koji tvore povratni vod.

### Osnovna podjela
Ovu vrstu lokomotiva možemo podijeliti na tri načina:
- prema naponu u kontaktnoj mreži dijelimo ih na lokomotive za:
  - istosmjernu struju napona 1500 V
  - istosmjernu struju napona 3000 V
  - jednofaznu izmjeničnu struju napona 15 kV i frekvencije 16 2⁄3 Hz
  - jednofaznu izmjeničnu struju napona 25 kV i frekvencije 50 Hz
- prema vrsti vučnih elektromotora:
  - lokomotive s elektromotorima za istosmjernu struju
  - lokomotive s elektromotorima za istosmjernu valovitu struju
  - lokomotive s elektromotorima za izmjeničnu jednofaznu struju
  - lokomotive s trofaznim asihronim vučnim motorima
- prema broju mogućih istovremenih sustava napajanja:
  - jednosustavne lokomotive
  - višesustavne lokomotive
- načinu povezivanja u kontaktnu mrežu:
  - preko nadzemnog kontaknog voda
  - preko treće tračnice.

### Prednosti i nedostatci
O odnosu na parnu i dizelsku lokomotivu prednosti električne lokomotive su:
- vrlo dobra vučna značajka
- velika nominalna snaga motora (mogućnost i preopterećenja rada motora u kratkom vremenskom razdoblju)
- ravnomjerni okretni moment
- automatska kontrola vučne sile (sprečavanje proklizavanja kotača)
- mogućnost vuče teških teretnih vlakova
- mogućnost velikih ubrzanja i najveće brzine vožnje pogodno za vuču putničkih vlakova
- ukupna korisnost 32 - 36%
- mogućnost upravljanja više lokomotiva s jednog mjesta (iz jedne lokomotive)
- ekološki prihvatljiva
- tišina motora pri radu. U odnosu na razinu buke kod dizelskih lokomotiva i parnih lokomotiva, električna lokomotiva je najtiša pri radu motora. Motori su u pogonu samo pri vožnji. Kada lokomotiva stoji, motori su potpuno ugašeni, za razliku od dizelske lokomotive, gdje se samo prekida prijenos snage na pogonske kotače, kada lokomotiva stoji. Ventilatori napajanja i kompesor, kod tipova lokomotiva, koje ga imaju, su najveći izvor buke.

Glavni i najveći nedostatak električne lokomotive je potreba za elektrifikacijom pruge (izgradnja električne mreže i pratećih objekata) što zahtjeva velike investicije. Upotreba električnih lokomotiva isplativa je na onim prugama koje imaju vrlo veliki opseg prometa, jer se tada brže vraća uložena investicija.

### Višesustavne lokomotive
Ovakve lokomotive se mogu koristiti u:
- više sustava napajanja (različiti naponi, različita vrsta struje: istosmjernu ili izmjeničnu)
- više sustava signalizacije
- više vrsta sigurnosnih sustava.

Najveća prednost višesustavnih lokomotiva je ta, da se mogu koristiti za vuču na prugama na kojima se izmjenjuju različiti sustavi napajanja. Time se smanjuju troškovi reelektrifikacije pruge. To omogućuje korištenje iste lokomotive na cijelom predviđenom putu. Ovakve lokomotive obično imaju komplicirane sustave koji sami nadziru i osiguravaju biranje ispravnog korištenja napona i polariteta. Biranje signalnog sustava može biti automatsko ili ručno.

### Električne lokomotive napajane trećom tračnicom
Treća tračnica je stari način dovoda električne energije do lokomotive. Obično naponi ne prelaze 3 kV. Najčešći sustavi su oni od 750 V (najčešće Velika Britanija). Postoje i višesustavne lokomotive, koje imaju kombinaciju pantografa i kontakta za treću tračnicu. Rijetke su, i najčešće se koriste za channel link teretni promet tunelom ispod kanala između Francuske i Velike Britanije. Prednosti izvedbe trećom tračnicom su niski troškovi izvedbe.
Nedostataka ima puno:
- opasnost za ljude i životinje (mogućnost električnog udara u slučaju dodira tračnice pod naponom)
- blizina tla (veća mogućnost kratkog spoja).

Opasnost od električnog udara se djelomično može izbjeći, tako što se šina uzdigne i izolira s gornje strane, a kontakt bude s donje strane. Pristup pruzi se zabranjuje. Također, u nekim izvedbama se napajanje treće tračnice isključuje u vremenima kada na toj dionici pruge nema vlaka (npr. na dijelu pruge u željezničkoj stanici).
Ovaj način napajanja se zadržao još samo zbog raširenosti sustava i skupoće reelektrifikacije. Nova elektrifikacija se obično više ne izvodi trećom tračnicom.